# Legion of Honor
Legion of Honor (en català Museu Legió d'Honor) és un museu d'art de San Francisco. Des del 22 de març del 2016 el director és Max Hollein, càrrec que ocupa des de l'1 de juny del mateix any.

## Història
La Legió d'Honor fou una donació d'Alma de Bretteville Spreckels, dona del magnat del sucre i de les curses de cavalls de pura sang, Adolph B. Spreckels. L'edifici és una rèplica a escala real construïda per George Applegarth i H. Guillaume, del Pavelló Francès per a l'Exposició Universal de San Francisco de 1915, que al seu torn era una versió a escala de tres quarts del Palau de la Legió d'Honor de París, també conegut com a Hôtel de Salm, de Pierre Rousseau (1782). En tancar-se l'Exposició, que s'havia fet a pocs quilòmetres de distància, el govern francès va donar permís per fer-hi una rèplica permanent del pavelló francès, però la Primera Guerra Mundial va obligar a retardar l'inici del projecte fins al 1921.
L'edifici ocupa un lloc elevat del Parc de Lincoln situat al nord-oest de la ciutat, amb vistes sobre el Golden Gate Bridge. Al voltant hi havia un cementiri que fou tancat el 1908 i els cossos es van moure a Colma, Califòrnia. Malgrat això, els moviments sísmics van fer que la dècada del 1990 es trobessin encara alguns ossos.
La plaça i la font que hi ha al davant del palau limita amb l'Autopista Lincoln, la primera carretera per cotxes d'Amèrica. A prop hi ha l'escultura del "Pax Jerusalemme," una obra moderna de Mark di Suvero, molt criticat pel seu plop art.

## Contingut
La legió d'honor mostra una col·lecció que abasta més de 6.000 anys d'art antic i europeu, i té la Fundació Achenbach per a les arts gràfiques en un edifici neoclàssic amb vistes al Lincoln Park i el pont Golden Gate.
El museu conté una col·lecció representativa de l'art europeu, sobretot del francès. Les obres més destacades són la col·lecció d'escultures d'Auguste Rodin, però també hi ha treballs individuals d'altres artistes com François Boucher, Rembrandt, Gainsborough, David, El Greco, Giambattista Pittoni, Rubens, i molts dels impressionistes i post-impressionistes, Degas, Renoir, Monet, Pissarro, Seurat, Cézanne i altres. També hi ha obres representatives de les figures clau del segle xx, com Braque i Picasso, i obres d'artistes contemporanis com Gottfried Helnwein i Robert Crumb.